# Xã Paris, Quận Stutsman, Bắc Dakota
Xã Paris (tiếng Anh: Paris Township) là một xã thuộc quận Stutsman, tiểu bang Bắc Dakota, Hoa Kỳ. Năm 2010, dân số của xã này là 23 người.